# 水野勝政
水野 勝政（みずの かつまさ）は、下総結城藩の第2代藩主。水野宗家7代。

## 生涯
貞享2年（1685年）1月13日、水野勝直の次男として江戸築地邸で生まれる。元禄15年（1702年）9月21日、第5代将軍徳川綱吉の奥小姓に任じられ、12月3日に従五位下、日向守に叙位・任官される。元禄16年（1703年）、兄で初代藩主の勝長が死去したため、その養子として家督を継ぐ。
その後は半蔵口門番、馬場先門番、田安門番、大坂城青屋口門番、日光祭礼奉行などを歴任した。元文元年（1736年）11月18日、家督を長男の勝庸に譲って隠居し、4月7日に摂津守に遷任する。
延享2年（1745年）7月26日、江戸赤坂の藩邸で死去した。享年61。

## 系譜
父母
- 水野勝直（実父）
- 大出氏 ー 側室（実母）
- 水野勝長（養父）

正室
- 風早公長の娘

側室
- 青山氏
- 北村氏
- 伊藤氏

子女
- 水野勝庸（長男）生母は青山氏（側室）
- 水野勝盛（次男）生母は北村氏（側室）
- 水野勝前（三男）生母は北村氏（側室）
- 水野勝珍（四男）生母は北村氏（側室）
- 植村恒朝正室、生母は伊藤氏（側室）
- 生駒親賢正室、生母は伊藤氏（側室）
- 松平直好継室、生母は北村氏（側室）

養女
- 大田原扶清室